# Ville-di-Paraso
Ville-di-Paraso (korziško E Ville di Parasu) je naselje in občina v francoskem departmaju Haute-Corse regije - otoka Korzika. Leta 2006 je naselje imelo 174 prebivalcev.

## Geografija
Kraj leži v severozahodnem delu otoka Korzike 74 km jugozahodno od središča Bastie.

## Uprava
Občina Ville-di-Paraso skupaj s sosednjimi občinami Algajola, Aregno, Avapessa, Belgodère, Cateri, Costa, Feliceto, Lavatoggio, Mausoléo, Muro, Nessa, Novella, Occhiatana, Olmi-Cappella, Palasca, Pioggiola, Speloncato in Vallica sestavlja kanton Belgodère s sedežem v Belgodèru. Kanton je sestavni del okrožja Calvi.
1. ↑  »Populations légales 2016«. Nacionalni inštitut za statistične in gospodarske raziskave. Pridobljeno 25. aprila 2019.